# Тониблер
Тониблер је мушко име на Косову и Метохији код Албанаца, дато по бившем британском премијеру Тони Блеру због његове улоге у НАТО агресији на Југославију 1999.
Године. 2010 Блер је посетио Косово и Метохију и срео се са децом која носе име по њему.